# فرديناندو ديل سولي
فرديناندو ديل سولي هو لاعب كرة قدم إيطالي في مركز الوسط، ولد في 17 يناير 1998 في نابولي في إيطاليا. لعب مع نادي بيسكارا ويوفنتوس.

## وصلات خارجية
- فرديناندو ديل سولي على موقع قاعدة بيانات كرة القدم.إي يو (الإنجليزية)
- فرديناندو ديل سولي على موقع Soccerway.com (الإنجليزية)
- فرديناندو ديل سولي على موقع AS.com (الإسبانية)